# Claudia Faniello

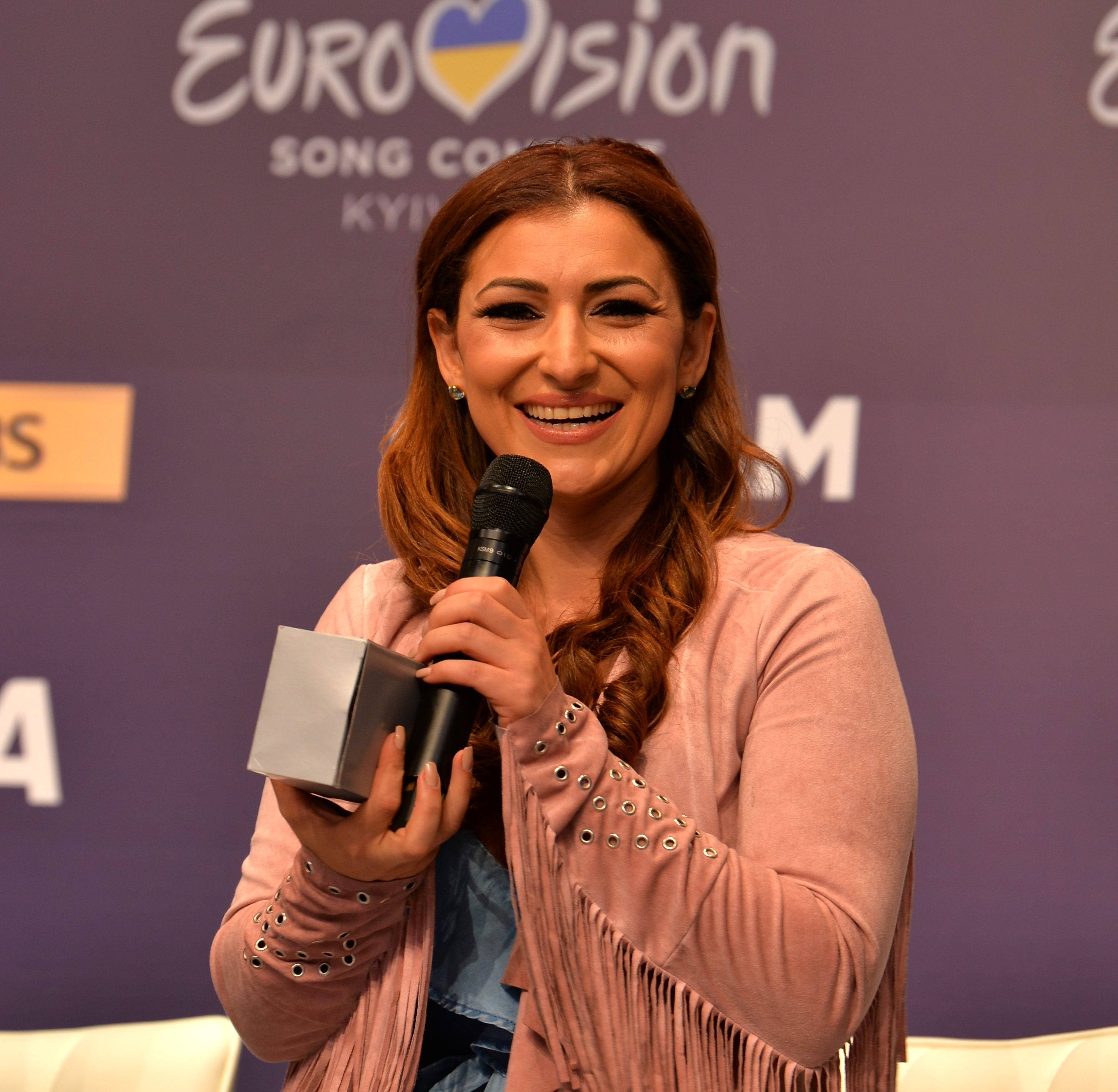
Claudia Faniello 2017

Claudia Faniello är en sångerska född 25 februari 1988 i Qawra, Malta. Hon är yngre syster till sångaren Fabrizio Faniello. Hon släppte sitt första album 2010 och har spelat in ett femtontal singlar. Faniello har bland annat sjungit duett med Kevin Borg, som vann svenska Idol 2008.

## Eurovision Song Contest
Faniello tävlade i den maltesiska uttagningen till Eurovision Song Contest varje år 2006-2013. Både 2008 och 2009 deltog hon med två bidrag. När hon återkom till tävlingen 2017 lyckades hon vinna och fick därmed representera Malta i Eurovision Song Contest i Kiev, Ukraina. 
- 2006 "High Alert", 12:a
- 2007 "L-Imħabba Għamja", 7:a
- 2008 "Caravaggio", 2:a
- 2008 "Sunrise", 3:a
- 2009 "Midas Touch", gick inte till final
- 2009 "Blue Sonata", 4:a
- 2010 "Samsara", 8:a
- 2011 "Movie in my Mind", 9:a
- 2012 "Pure", 2:a
- 2013 "When it's Time", 7:a
- 2017 "Breathlessly", 1:a

## Diskografi

### Studioalbum
- 2010 "Convincingly Better"